# Herb gminy Wręczyca Wielka
Herb gminy Wręczyca Wielka – jeden z symboli gminy Wręczyca Wielka.

## Wygląd i symbolika
Herb przedstawia na tarczy czarne koło wodne napędzane nurtami meandrującej rzeki w otoczeniu gałęzi dębu, a pod nimi płonącą lampę górniczą na zielonym tle. 